# 丁型改二潜水艦
丁型改二潜水艦（ていがたかいにせんすいかん）は、大日本帝国海軍で建造が計画された輸送潜水艦の艦型。丁型改2、潜丁2型、戊型潜水艦とも呼ばれる。なお、本艦型の名称は便宜上付けられた名称であり、正式名称ではない。

## 概要
1943年（昭和18年）以降輸送用潜水艦として建造された伊三百六十一型潜水艦（丁型潜水艦）であったが、この改型として1944年（昭和19年）4月、航空揮発油輸送を行える伊三百七十三型潜水艦（丁型改潜水艦）が決定された。合わせて、より多目的な運用が行える輸送潜水艦計画の検討が行われた。
1944年9月に要求が出され、航空揮発油輸送以外にも、魚雷発射管と回天搭載能力を備えて攻撃能力も持つ汎用潜水艦として計画が行われた。最終的に計画番号S60とされ、基準排水量1,740トン、航空揮発油280トン、53cm魚雷発射管4門を装備する予定だった。4隻の建造が予定され、1番艦は仮称艦名第2968号艦とされたが、戦局の推移などにより起工が中止されたため、計画のみに終わった。